# Anthanassa crithona
Anthanassa crithona is een vlinder uit de familie Nymphalidae. De wetenschappelijke naam van de soort is voor het eerst geldig gepubliceerd in 1871 door Osbert Salvin.